# Andrew Z. Fire
Andrew Zachary Fire (* 27. dubna 1959, Palo Alto, Kalifornie) je americký molekulární biolog a profesor genetiky na Stanfordově univerzitě. V roce 2006 obdržel společně s Craigem C. Mellem Nobelovu ceny za fyziologii a lékařství za objev RNA interference - potlačování genů dvouřetězovou RNA.